# Marten van Valckenborch
Marten van Valckenborch (ook Valckenborg of Valckenburgh) (Leuven, 1535 - Frankfurt, 1612) was een Brabants schilder van landschappen die vanaf 1586 in Frankfurt actief was.

## Biografie

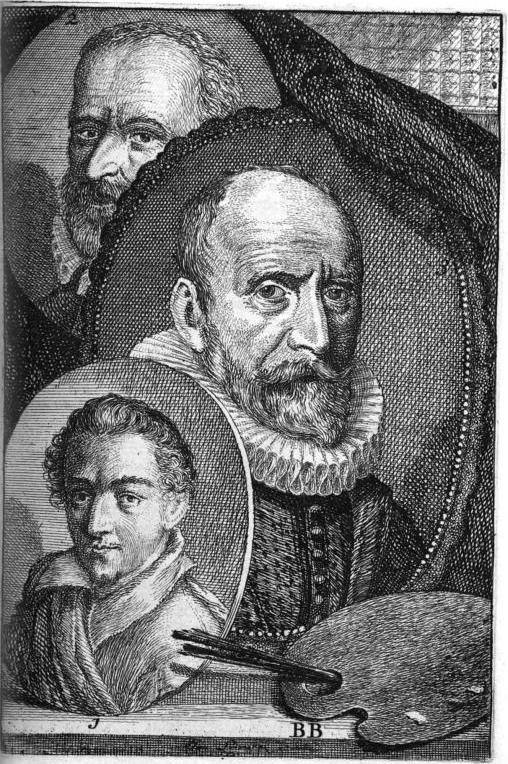
Marten van Valckenborch, Chrispijn van den Broeck en Pieter van Veen, gravure van Jan l'Admiral

Volgens Karel van Mander leerde hij het landschapschilderen in Mechelen, een stad die destijds bekendstond als een centrum voor de olieverf- en waterverfschilderkunst en in het bijzonder de landschapsschilderkunst. Marten is gedocumenteerd in het Sint-Lucasgilde van Mechelen in 1559. Hij was van 1566 tot 1573 ingeschreven in Antwerpen.
Ten tijde van de Beeldenstorm in 1566 verliet hij met zijn broer Lucas van Valckenborch de stad en ze maakten een reis van Luik naar Aken langs de Maas.  Ze gebruikten de gelegenheid om schilderijen te maken van de rivierlandschappen.  Ze zouden naar Antwerpen teruggekeerd zijn in de jaren 1584-1585 maar Marten vertrok in 1586 naar Frankfurt waar Lucas hem in 1592 of 1593 vervoegde. Ze openden er samen een atelier.
Hij was de vader van de schilders Frederik (die hij ook opleidde) en Gillis van Valckenborch.

## Werken
Hij was vooral bekend als landschapschilder en zijn werk vertoonde een sterke invloed van Pieter Breughel de Oude.  Hij schilderde verschillende variaties op het thema van de Toren van Babel, hetgeen wellicht zijn manier was om uitdrukking te geven aan de turbulente tijd van religieuze vervolging en oorlog waarin hij leefde.

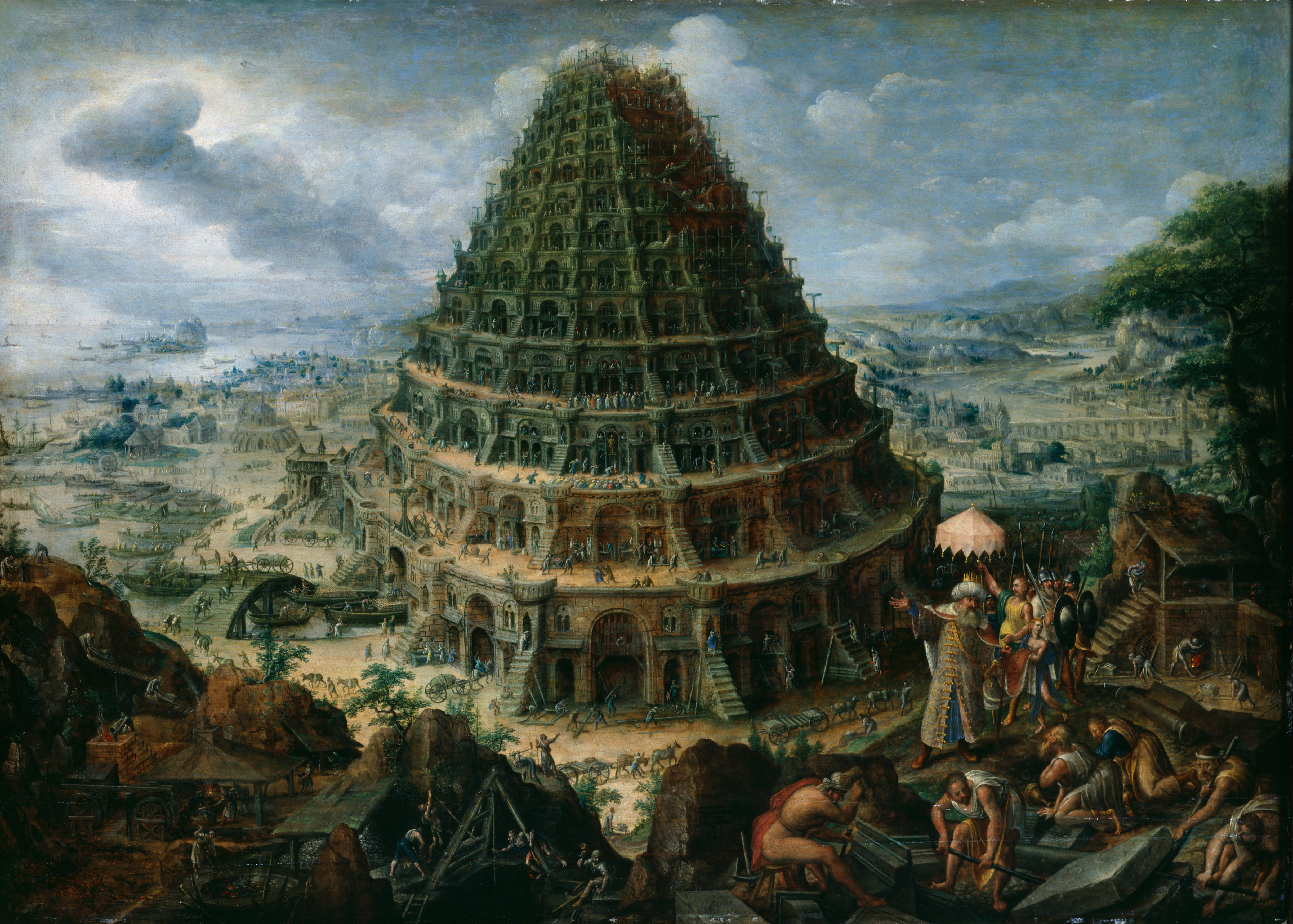
Toren van Babel (1595) in de Staatliche Kunstsammlungen Dresden
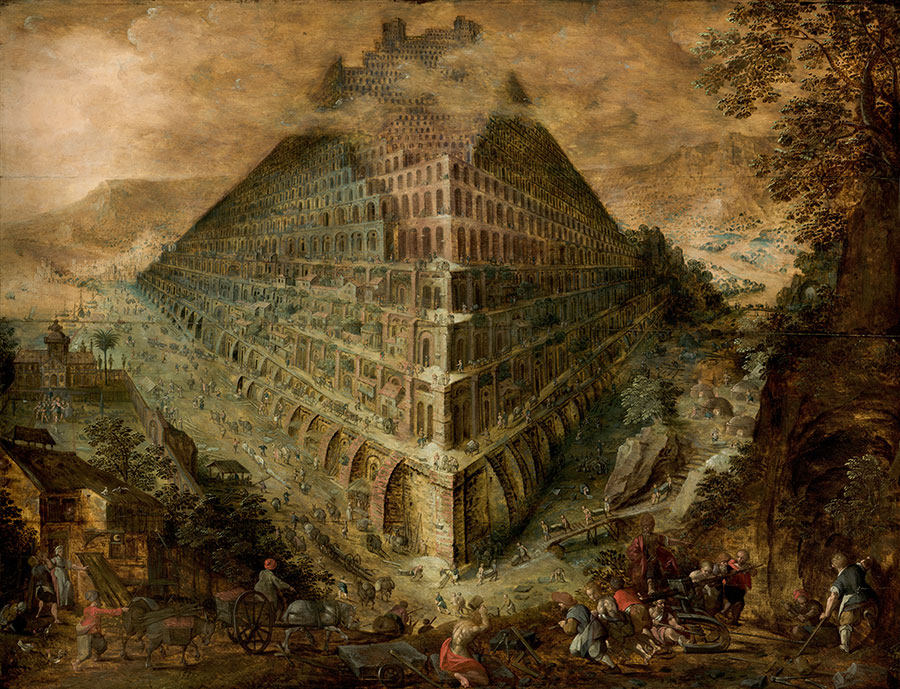
Toren van Babel (1595) in de Museo Nacional de Bellas Artes de La Habana
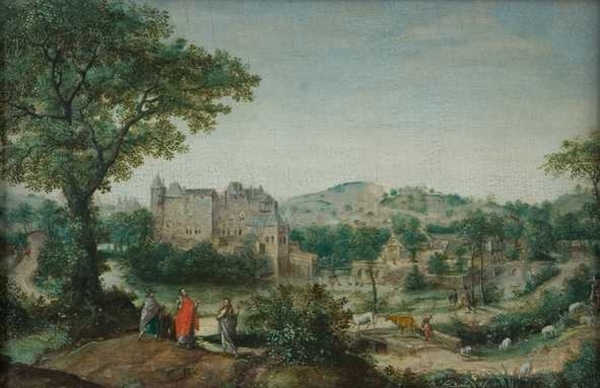
Landschap met de Emmausgangers (1565) in het Rijksmuseum Twenthe

- Bibliothèque nationale de France: cb122171139 (data)
- Biografisch Portaal: 04264029
- Gemeinsame Normdatei: 118935585
- International Standard Name Identifier: 0000 0000 6676 2076
- Library of Congress Control Number: nr90022545
- Nederlandse Thesaurus van Auteursnamen: 082427313
- RKD-Nederlands Instituut voor Kunstgeschiedenis: 78986
- Système universitaire de documentation: 030834880
- Union List of Artist Names: 500010084
- Virtual International Authority File: 30336095
- WorldCat: E39PBJwX4JWWKQ9FK7qMrpT8md